# ママボーイ
『ママボーイ』（ままぼーい、原題：初戀慢半拍、英題：Mama Boy）は、2022年の台湾の恋愛映画。映画『あの頃、君を追いかけた』で主演を務めたクー・チェンドン、中国、日本、台湾のさまざまな映画やテレビ番組に出演しマルチに活躍するビビアン・スーの主演作。
日本では、2023年7月7日より東京・シネマート新宿ほか全国劇場にて公開された。

## ストーリー
熱帯魚店の店員・シャオホン（クー・チェンドン）は、29歳の現在も母からの過保護な愛情を受けて生活している。母の同僚の娘・ティンティンとデートをするよう仕向けられるも、母のおせっかいも相まって気まずくうまくいかない。
ある日、シャオホンは同じ熱帯魚店で働くいとこから女性経験の無さを指摘され、ホテルへと連れていかれる。ホテルで女性を手配するスタッフ・ララ（ビビアン・スー）はシャオホンの事情を聞き、アップルという女性にシャオホンの相手をさせるよう手配するが、シャオホンは状況に困惑し、その場から逃げ出してしまう。逃げ出した店先で出会ったララの謎めいた魅力や思いやりに触れたシャオホンはララに恋心を抱くようになり、ララに会う口実としてホテルに通うようになる。徐々に、距離を詰めていくシャオホンとララ。しかし、2人の関係が次第に周囲に知られてしまい――。

## キャスト
- シャオホン - クー・チェンドン
- ララ - ビビアン・スー
- メイリン - ユー・ズーユー
- ウェイジェ - ファン・シャオシュン
- チュウ・ルーハオ
- デビー・ヤオ
- フィル・ホウ
- ジョアン・ミシンガム
- シャロン・クヮン
- ホァン・シンヤオ
- チェン・ユーチー

## スタッフ
- 監督：アーヴィン・チェン（英語版）
- 脚本：サニー・ユー、アーヴィン・チェン
- エグゼクティブプロデューサー：リー・ポンジュン、シャオ・ペイル
- プロデューサー：アイリーン・リー
- 撮影：ジェイク・ポロック
- 美術：ホァン・メイチン
- アートディレクター：リャン・シュオリン
- 衣装：ローレ・シー
- キャスティング：ルーシー・チェン
- 編集：チェン・イーニン
- 音響：RT Kao
- オリジナル楽曲：ウェン・シュー
- 日本字幕：本多由枝
- 日本配給：ライツキューブ